# В лучшем мире
«В лу́чшем ми́ре», или «Хоро́шее ме́сто» (англ. The Good Place) — американский комедийный телесериал, созданный Майклом Шуром. Главные роли исполняют Кристен Белл и Тед Дэнсон. NBC заказал первый сезон из 13 эпизодов в августе 2015 года. Часовая премьера ситкома состоялась в понедельник, 19 сентября 2016 года; начиная с 22 сентября сериал выходит в своём обычном таймслоте в четверг в 20:30. Первый трейлер был выпущен 15 мая 2016 года. 30 января 2017 был продлён на второй сезон. 21 ноября 2017 года сериал был продлён на третий сезон. 19 декабря 2018 года сериал был продлён на четвёртый сезон.
8 июня 2019 года канал NBC объявил о том, что четвёртый сезон сериала станет последним, премьера которого состоялась 26 сентября этого же года.

## Вселенная

### Сюжет
Действие сериал происходит в реальности, где люди после смерти попадают в «Хорошее место» или «Плохое место». Каждый из них в течение жизни набирает количество баллов за добрые поступки. Набравшие наивысшее количество попадают в «Хорошее место», где все счастливые, а любые желания исполняет искусственный разум по имени Джанет. Остальные отправляются в «Плохое место», где «плохая» Джанет помогает демонам мучить грешников на протяжении вечности.
В первом сезоне менеджер по продажам Элеанор Шеллстроп всю жизнь была не очень хорошим человеком. Однако, погибнув в результате несколько позорного несчастного случая, она по ошибке попадает в лучший мир. Туда же попадает мелкий преступник Джейсон Мендоза. Оба они понимают, что попали в «Хорошее место» случайно. Родственная душа Элеанор — преподаватель этики Чиди Анагонья пытается помочь девушке заслужить место в Раю. Между тем, родственная душа Джейсона, львица из светского общества Тахани Аль-Джамаль помогает архитектору лучшего места Майклу разобраться с катастрофами, которые начинают происходить в «Хорошем месте» после появления Элеанор и Джейсона. В итоге Элеанор понимает, что она и трое её друзей — подопытные грешники, которые оказались в «Плохом месте» — первом проекте демона-архитектора Майкла, решившего придумать новый вид пыток — не физических, а моральных, психологических.
Во втором сезоне Майкл раз за разом стирает память главных героев, продолжая мучить их. Однако, они так или иначе выясняют правду каждый раз. В итоге люди убеждают Майкла помочь им попасть в настоящее «Хорошее место», так как за время эксперимента все они стали лучше и набрали значительное количество дополнительных баллов. Герои отправляются к Судье, чтобы та пересмотрела их вердикт. Она предлагает героям второй шанс: вернуться на Землю. При этом никто из них не будет помнить о том, что произошло в загробной жизни. Майкл и Джанет пытаются помочь людям улучшить свои результаты при жизни, чтобы они попали в «Хорошее место».
События третьего сезона разворачиваются на Земле. Майкл сводит всех героев вместе, и они становятся участниками научного эксперимента под руководством Чиди и его коллеги и возлюбленной Симон. Цель эксперимента — улучшить моральные качества участников. По стечению обстоятельств герои не только выясняют правду о загробной жизни, но и о том, что целыми столетиями никто из смертных не попадал в «Хорошее место». После серии приключений, включающих визит почтового отделения «Хорошего места» и противостояния демонам, друзья встречаются с Судьёй — они предлагают ей изменить систему баллов. Для этого Майкл создаёт экспериментальную версию «Хорошего места», куда попадают грешники и в ходе манипуляций архитектора и его помощников, улучшают свои баллы.
В финальном сезоне в ходе непростого годового эксперимента герои доказывают, что каждая душа может улучшить свои баллы. Так они помогли основать новую систему распределения для загробной жизни. Сами герои наконец заслуженно попадают в настоящее «Хорошее место». Как только души обретают чувство спокойствия, они могут выбрать — остаться в «Хорошем месте» или завершить своё существование, вновь став частью вселенной.

### Терминология
В самой первой серии Майкл говорит, что Рая и Ада не существует в том понятии, которое используют религии на Земле. Однако хорошие и плохие люди попадают в разные места после смерти:
- «Хорошее место» — райское место, куда попадают после смерти люди, набравшие наибольшее количество баллов за добрые дела. Здесь всё идеально — исполняются любые желания.
- «Плохое место» — альтернатива рая, Ад. Сюда попадают все люди, не набравшие нужного количества баллов при жизни. Они обречены на вечные пытки.
- «Среднее место» — уникальное место между двумя мирами, единственный житель которого — грешница Минди Сэнт-Клер, которая своей смертью случайно помогла тысячам людей.

Кроме того, загробная жизнь изображена в сериале как сложная иерархическая и бюрократическая система, не избежавшая сбоев.
- «Бухгалтерия» — бюрократический аппарат загробного мира, где собирается вся информация о поступках людей, на основе которых высчитываются баллы.
- «Межпространственная блинная» — место во вселенной, через которое путешествуют герои, чтобы попасть к Судье, на Землю, «Хорошее» или «Плохое место».
- «Ключ» — волшебный ключ, открывающий дверь на Землю. Владелец ключа — швейцар Джефф, живущий в «Межпространственной блинной».
- «Джанет» — искусственный разум, разная версия которого живёт в каждом сообществе. Есть четыре типа вида Джанет — диско-Джанет, хорошая, плохая и нейтральная (последняя помогает в «Бухгалтерии»).
- «Поезд» — мистическое транспортное средство, напрямую связывающее «Хорошее», «Плохое» и «Среднее» места.
- «Пенсия» — мера наказания провинившихся демонов. Душу ушедшего на пенсию демона расщепляют на кусочки, каждый из которого будет гореть на сотне солнц, принося мучения и страдания.
- «Архитектор» — создатель сообщества как в «Хорошем месте», так и в «Плохом». Сообщество живёт и развивается под его руководством.
- «Демоны» — мистические создания, которые мучают души грешников в «Плохом месте» за их плохие поступки.
- «Судья» — верховное существо, решающее судьбы людей и управляющее большинством служащих загробного мира.

## В ролях

### Основной состав
- Кристен Белл — Элеанор Шеллстроп[1]
- Уильям Джексон Харпер — Чи́ди Анаго́ни[9]
- Джамила Джамил — Таха́ни Аль-Джамиль[10]
- Мэнни Хасинто — Джейсон Мендоса / «Джуань Ли»[11]
- Д’Арси Карден — Джанет[12]
- Тед Дэнсон — Майкл[1]

### Второстепенный состав
- Адам Скотт — Тревор
- Тия Сикар — Вики / Дениз / настоящая Элеанор Шеллстроп
- Марк Эван Джексон — Шон
- Марибет Монро — Минди Сент-Клэр
- Стив Берг — Чак
- Эми Окуда — Джессика
- Стивен Алдор — Глен
- Руман Кази — бомж без почки
- Юджин Кордеро — Пилюлька
- Джейсон Мандзукас — Дерек Хоффстетлер
- Майя Рудольф — Судья
- Лиза Кудроу — Гипатия Александрийская

## Эпизоды
| Сезон | Сезон | Эпизоды | Оригинальная дата показа | Оригинальная дата показа |
| Сезон | Сезон | Эпизоды | Первый эфир              | Последний эфир           |
| ----- | ----- | ------- | ------------------------ | ------------------------ |
|       | 1     | 13      | 19 сентября 2016 года    | 19 января 2017 года      |
|       | 2     | 13      | 20 сентября 2017 года    | 1 февраля 2018 года      |
|       | 3     | 13      | 27 сентября 2018 года    | 24 января 2019 года      |
|       | 4     | 14      | 26 сентября 2019         | 30 января 2020 года      |

## Финал шоу

### Съёмки
Дверь в вечность снимали в одном из лесных парков в окрестностях Сан-Франциско — арка, через которую проходили герои, чтобы попасть в вечность, осталась в парке после свадебной церемонии, которую там проводили; дизайнеры и декораторы шоу лишь слегка привели её в порядок. Во время съёмок в Афинах местные жители часто узнавали исполнительницу роли Джанет, актрису Д’Арси Карден; один из фанатов в баре даже пошутил, произнеся её коронную фразу: «Я тоже не девушка и не робот». Многие поклонники отметили сходство улочки в Афинах, где снимали одну из сцен, с сообществом «Хорошего места»; по словам автора шоу Майкла Шура это не было совпадением, а вот найти там греческий деревенский хлеб — очень похожий на крендельки, которые любит Чиди, — счастливая случайность.
Съёмки в Париже оказались более сложными из-за пристального внимания поклонников и прохожих, но улицы перекрыли из-за смерти бывшего президента Франции Жака Ширака, что позволило отснять сцену на мосту с Элеанор и Чиди за 2,5 часа. Это была последняя сцена, которую снимали, — в конце Майкл Шур подошёл к актёрам, обнял их и произнёс: «Хорошо. Мы закончили шоу».

### Кастинг
Адам Скотт вновь появляется в сериале в роли демона Тревора, однако у актёра нет реплик — персонаж несколько раз пролетает мимо Майкла и Тахани, когда они направляются в офис архитекторов через межпространственную блинную. Роль учителя игры на гитаре исполнила актриса Мэри Стинберджен — жена Тэда Дэнсона.
Ещё одну эпизодическую роль сыграл актёр шоу «Парки и зоны отдыха» Ник Офферман — он учит Тахани плотничать. Однако, как сказал Майкл Шур, актёр сыграл самого себя, а не своего персонажа из шоу — Рона Суонсона, так как Шур не хотел незапланированного кроссовера между сериалами. Актёр серьёзно занимается плотничьим ремеслом в реальной жизни и хотел заказать шикарный стул для этой сцены, но съёмочные сроки поджимали и этого не случилось — в итоге Офферман назвал использованный в сцене стул «мусором».

### Музыка
В закрывающих титрах финального эпизода шоу прозвучала песня «The Purple Train To Groovy City», написанная композитором шоу Дэвидом Шварцом.

## Трансляция

### Международный рынок
Дистрибуцией шоу в большинстве зарубежных стран занималась компания Netflix. Премьера первого сезона прошла 21 сентября 2017 года, а каждый следующий эпизод был доступен в течение суток после премьеры в США

### Выход на видео
Дистрибуцией всех сезонов занималась компания «Shout! Factory». Первый сезон вышел на DVD в первом регионе 17 октября 2017 года; второй — 17 июля 2018; третий — 30 июля 2019.
Полное издание всего сериала на Blu-Ray поступило в продажу 19 мая 2020.

## Отзывы критиков
Ситком «В лучшем мире» получил очень положительные отзывы критиков. Редакторы TV Guide поместили его на второе место в списке десяти самых ожидаемых сериалов телесезона 2016/17 годов.

## Награды и номинации
- 2017 — номинация на премию «Сатурн» за лучший фэнтезийный телесериал.
- 2018 — премия «Выбор критиков» за лучшую мужскую роль в комедийном сериале (Тед Дэнсон), а также номинация за лучшую женскую роль в комедийном сериале (Кристен Белл).
- 2018 — премия «Хьюго» за лучшее драматическое представление — короткая форма (эпизод «The Trolley Problem»), а также номинация за лучшее драматическое представление — короткая форма (эпизод «Michael's Gambit»).
- 2018 — премия Американского института кино за лучшую телепрограмму года.
- 2018 — две номинации на прайм-таймовую премию «Эмми» за лучшую мужскую роль в комедийном сериале (Тед Дэнсон) и за лучшую приглашённую актрису в комедийном сериале (Майя Рудольф).
- 2018 — номинация на премию «Сатурн» за лучший фэнтезийный телесериал.
- 2019 — премия «Хьюго» за лучшее драматическое представление — короткая форма (эпизод «Janet(s)»), а также номинация за лучшее драматическое представление — короткая форма (эпизод «Jeremy Bearimy»).
- 2019 — премия Пибоди.
- 2019 — номинация на премию «Сатурн» за лучший фэнтезийный телесериал.
- 2019 — 4 номинации на прайм-таймовую премию «Эмми»: лучший комедийный сериал, лучшая мужская роль в комедийном сериале (Тед Дэнсон), лучшая приглашённая актриса в комедийном сериале (Майя Рудольф), лучший сценарий для комедийного сериала (Джош Сигал и Дилан Морган за эпизод «Janet(s)»).
- 2019 — две номинации на премию «Золотой глобус» за лучший телесериал — комедия или мюзикл и за лучшую женскую роль в комедийном сериале (Кристен Белл).
- 2019 — три номинации на премию «Выбор критиков»: лучший комедийный сериал, лучшая мужская роль в комедийном сериале (Тед Дэнсон), лучшая мужская роль второго плана в комедийном сериале (Уильям Джексон Харпер).
- 2019 — две номинации на премию «Спутник» за лучший комедийный сериал и лучшую мужскую роль в комедийном сериале (Тед Дэнсон).
- 2019 — номинация на премию Гильдии сценаристов США за лучший комедийный сериал.
- 2020 — 6 номинаций на прайм-таймовую премию «Эмми»: лучший комедийный сериал, лучшая мужская роль в комедийном сериале (Тед Дэнсон), лучшая мужская роль второго плана в комедийном сериале (Уильям Джексон Харпер), лучшая женская роль второго плана в комедийном сериале (Д'Арси Карден), лучшая приглашённая актриса в комедийном сериале (Майя Рудольф), лучший сценарий для комедийного сериала (Майкл Шур за эпизод «Whenever You're Ready»).
- 2020 — три номинации на премию «Выбор критиков»: лучшая мужская роль в комедийном сериале (Тед Дэнсон), лучшая мужская роль второго плана в комедийном сериале (Уильям Джексон Харпер), лучшая женская роль второго плана в комедийном сериале (Д'Арси Карден).
- 2020 — премия «Хьюго» за лучшее драматическое представление — короткая форма (эпизод «The Answer»).
- 2021 — премия «Хьюго» за лучшее драматическое представление — короткая форма (эпизод «Whenever You're Ready»).